# Neppia montana
Neppia montana är en plattmaskart som först beskrevs av Frances R. Nurse 1950.  Neppia montana ingår i släktet Neppia och familjen Dugesiidae. Inga underarter finns listade i Catalogue of Life.